# Daïnah la métisse
Daïnah la métisse çes una pel·lícula francesa en blanc i negre del 1932 dirigida per Jean Grémillon.

## Sinopsi
En un vaixell de luxe que anava a Nouméa hi embarca Smith, un il·lusionista negre, i la seva dona Daïnah, una mestissa, que crida l'atenció però ho rebutja. Durant una festa de ball, es desencadena sobre una melodia de jazz interpretada per una orquestra predominantment negra. Llavors prenent l'aire a coberta provoca l'enveja de Michaux, un mecànic a bord, que es llança sobre ella però ella l'allunya violentament mossegant-lo a l'espatlla. L'endemà, el comandant li mostra la sala de màquines i reconeix el seu atacant. El mateix vespre, torna a estar al mateix lloc del pont però desapareix del vaixell: suïcidi o assassinat? El capità i el seu segon al comandament interroguen Michaux, que li ha guardat un mocador però nega haver-la llençat a l'aigua. Sospitós al seu torn, Smith està furiós i acorrala Michaux a la part superior de la sala de màquines per llançar-lo al buit, fent-se justicier.

## Repartiment
- Laurence Clavius : Dainah Smith
- Habib Benglia: Smith, el marit de Daïnah
- Charles Vanel: El mecànic Michaux
- Gabrielle Fontan: Berthe
- Maryanne : Alice
- Gaston Dubosc: el comandant
- Lucien Guérard : el doctor

## Producció
Els exteriors foren filmats a Niça i Còrsega l'abril de 1931 per a exteriors, però transcorre íntegrament a bord d'un vaixell. Considerada una "obra encisadora i magistralment dirigida», la pel·lícula fascina per les seves imatges expressionistes i el surrealisme de determinades escenes, com la del ball de màscares o el número màgic de Smith.
És celebrada com "allunyada dels estereotips dominants de l'època". Contràriament als seus molts papers on ha de mostrar la seva "força negra" i flexionar els seus músculs com en la majoria de les pel·lícules i obres de teatre en què ha interpretat, Habib Benglia retrata realment un burgès culte i respectat per tots, digne i determinat. Com a vigilant, mata un blanc menyspreable interpretat per un actor famós (Charles Vanel). Això no va ser del gust dels distribuïdors "que van massacrar amb diligència aquest llargmetratge a petició de Gaumont-Aubert": de 2200 metres en la seva versió original, només té 1500 metres en la seva versió comercial per durar només 48 minuts. Per marcar la seva indignació, Jean Grémillon va eliminar el seu nom dels crèdits. La pel·lícula es va estrenar sense exclusivitat i sense èxit. És aquesta versió la que va ser publicada en DVD per Gaumont l'any 2011, sense que la versió original fos accessible.
De fet, aquest "saqueig" fa que la pel·lícula sigui ambigua: els conflictes racials i de classe es fan equívocs, la història perd claredat, sobretot quan Smith explica a Michaux per què l'acusa, diàleg intercalat amb un escena nocturna on veu Michaux llançant la seva dona per la borda des de dalt, per ella, l'amor "s'està desitjant", es desferma com en tràngol, balla sola davant de tothom amb una melodia de jazz i sembla atraure els homes, inclòs Michaux. Aquesta "pertorbadora sarabanda de seducció", una visió negativa de les dones negres, respon a una visió que Pierre Daye, notòriament d'extrema dreta, va poder desenvolupar a la seva novel·la que va inspirar Charles Spaak per al guió.
D'altra banda, les màscares que porten tots els passatgers durant el ball són especialment antiestètiques: aquesta fascinant escena pot correspondre al desig de Jean Grémillon de representar les diferents facetes de la classe dirigent francesa sota una llum caricatural.